# Gare d'Egersund
La gare d'Egersund  est une gare ferroviaire norvégienne, des lignes du Sørland et  de Jær. Elle est située à Egersund sur la commune d'Eigersund. 
Mise en service en 1944, c'est une gare de la Norges Statsbaner (NSB) . Elle est à 74,71 km de Stavanger et à 525,56 km d'Oslo.

## Situation ferroviaire
Établie à 11 mètres d'altitude, la gare d'Egersund est le terminus de la ligne du Sørland, après la gare de Moi, et l'origine de la ligne de Jær, avant la gare de Hellvik..

## Histoire

### Première gare: 1878-1943
En 1878 une gare est mise en service à Egersund, à environ un kilomètre de la gare actuelle. Jusqu'en 1943 elle était également un terminus de la ligne de Flekkefjord.

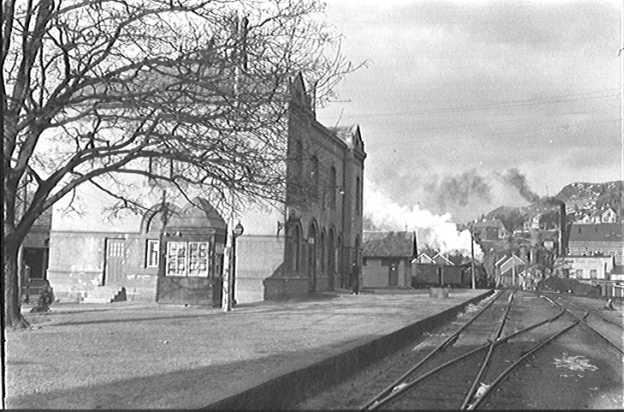
L'ancienne gare d'Egersund (1936)

### Deuxième gare: 1944
À l'emplacement de la gare actuelle, une station est mise en service le 1er mai 1944 lorsque la Jærbanen fut mise en voie standard et reliée à la Sørlandsbanen. Elle est ouverte aux voyageurs et aux marchandises.

## Service des voyageurs

### Accueil
Gare NSB, elle dispose d'un bâtiment voyageurs, avec guichet (ouvert du lundi au vendredi) et salle d'attente (ouverte toute la semaine). Des automates permettent l'achat de titres de transport toute la journée, tous les jours de la semaine. La gare dispose également de WC et d'une consigne pour les bagages.

### Desserte
Egersund est un terminus pour les trains régionaux provenant de Stavanger. 
Des trains régionaux vont jusqu'à Kristiansand.
Des trains grande ligne vont jusqu'à Oslo.

### Intermodalité
Un parking pour les véhicules et un abri pour les vélos sont aménagés. Un service de taxi et des arrêts de bus sont à proximité de la gare.